# Künzelsauer Bergbahn
| |                      |                                    |                 |
| Streckenlänge: | 1,034 km             |                                    |                 |
| Spurweite: | 1000 mm (Meterspur)  |                                    |                 |
| Maximale Neigung: | 330 ‰                |                                    |                 |
| Streckengeschwindigkeit: | 8 m/s, circa 29 km/h |                                    |                 |
| |                      |                                    |                 |
| \| \| \| Künzelsau Taläcker Bergstation \| 404 m \| \| \| \| Taläckerallee[1] \| \| \| \| \| Feldweg[1] \| \| \| \| \| Abtsche Ausweiche in Streckenmitte \| \| \| \| \| Galgenäcker \| \| \| \| \| Bundesstraße 19 \| \| \| \| \| Künzelsau Talstation \| 234 m \| |                      |                                    |                 |
| Kopfbahnhof Streckenanfang |                      | Künzelsau Taläcker Bergstation     | 404 m           |
| Tunnel |                      | Taläckerallee                      | Taläckerallee   |
| Tunnel |                      | Feldweg                            | Feldweg         |
| |                      | Abtsche Ausweiche in Streckenmitte |                 |
| Brücke |                      | Galgenäcker                        | Galgenäcker     |
| Brücke |                      | Bundesstraße 19                    | Bundesstraße 19 |
| Kopfbahnhof Streckenende |                      | Künzelsau Talstation               | 234 m           |

Die Künzelsauer Bergbahn, kurz Bergbahn beziehungsweise BB genannt, ist eine Standseilbahn in Baden-Württemberg. Sie verbindet seit ihrer Eröffnung am 3. Oktober 1999 die Künzelsauer Kernstadt im Kochertal mit dem auf der Hohenloher Ebene gelegenen Neubaugebiet Taläcker. Die Bahn ist als Linie 31 in den Verkehrsverbund Nahverkehr Hohenlohekreis (NVH) integriert. Dieser wiederum gehört seit 2005 tariflich zum übergeordneten Heilbronner Hohenloher Haller Nahverkehr (HNV).

## Geschichte
Der Stadtkern Künzelsaus liegt im recht engen Kochertal, deshalb hatte sich die Bebauung in der Vergangenheit immer weiter den Hang hinaufgearbeitet, jedenfalls soweit die Hangneigung überhaupt eine Bebauung zuließ. 1990 fiel die Entscheidung für ein großes Neubaugebiet auf der Hochebene. Das danach überbaute Gewann Taläcker umfasste zuvor etwas versteckt im Wald gelegene Obstwiesen und Äcker. Es liegt unmittelbar am Talrand, jedoch ohne direkte Steige aus der Stadt im Tal, der Autoverkehr muss einen gegenüber der jetzigen Bergbahnstrecke dreieinhalb mal so langen Umweg über die zunächst weiter wegführende Klinge des Kemmeter Bachs nehmen.
Die Stadt Künzelsau entschloss sich deshalb, das Neubaugebiet mit damals 2400 Einwohnern durch eine Standseilbahn ans Stadtzentrum anzubinden. Über den Bau gab es eine Bürgerabstimmung, die knapp zugunsten der Bergbahn ausging. Mit beträchtlichen politischen Anstrengungen konnten stattliche staatliche Zuschüsse eingeworben werden. Hierzu mussten zuvor sogar gesetzliche Förderrichtlinien geändert werden.

Die Standseilbahn wurde am 3. Oktober 1999 mit einem Tag der offenen Tür eröffnet. Vom 29. Oktober bis zum 6. November 1999 wurde auf automatischen Betrieb umgestellt, in dieser Zeit ruhte der Verkehr.
Das Baugebiet wurde weiterentwickelt und hatte 2024 über 3500 Einwohner.

## Verlauf
Die Talstation liegt etwa 100 Meter vom ehemaligen Künzelsauer Bahnhof an der Kochertalbahn entfernt neben dem Einkaufszentrum zwischen der Trasse der B 19 und der Bergstraße. Die Strecke überquert gleich nach der Talstation die Bundesstraße auf einer Brücke, die sich noch etwas den Hang hinaufzieht. Danach verläuft die Trasse in der Katzenklinge, in der auch die Ausweichstelle liegt. Auf der etwas geneigten Hochfläche der Taläcker führt die Strecke anschließend bis kurz vor der Bergstation durch einen künstlichen Einschnitt.

## Technische Daten
- Kapazität 80 Personen oder 7200 kg
- Fahrzeit: drei Minuten
- Förderleistung: 960 Personen in der Stunde
- Durchmesser Zugseil: 34 mm
- Durchmesser Gegenseil: 24 mm
- Höhenunterschied: 170 m

## Galerie

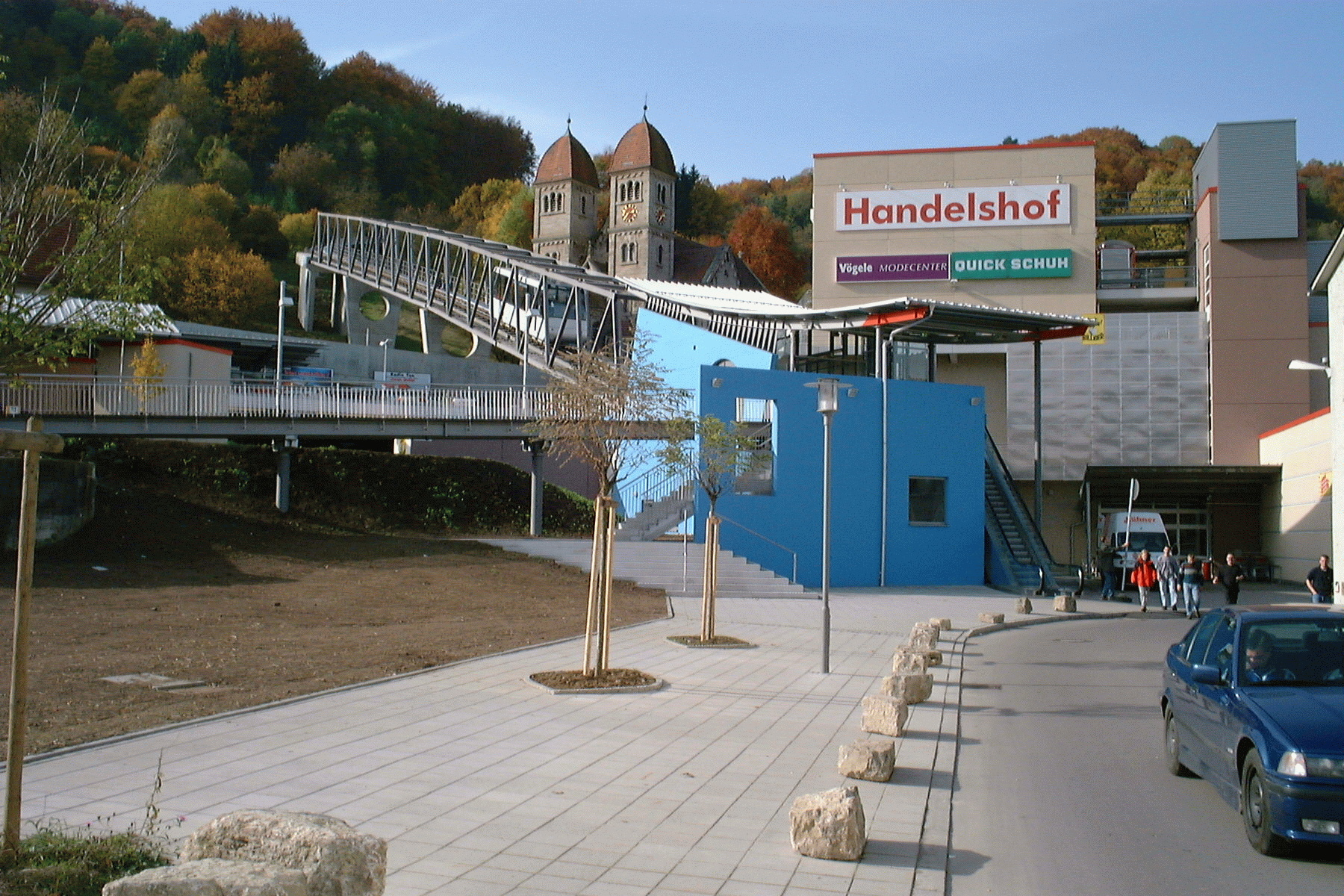
Talstation
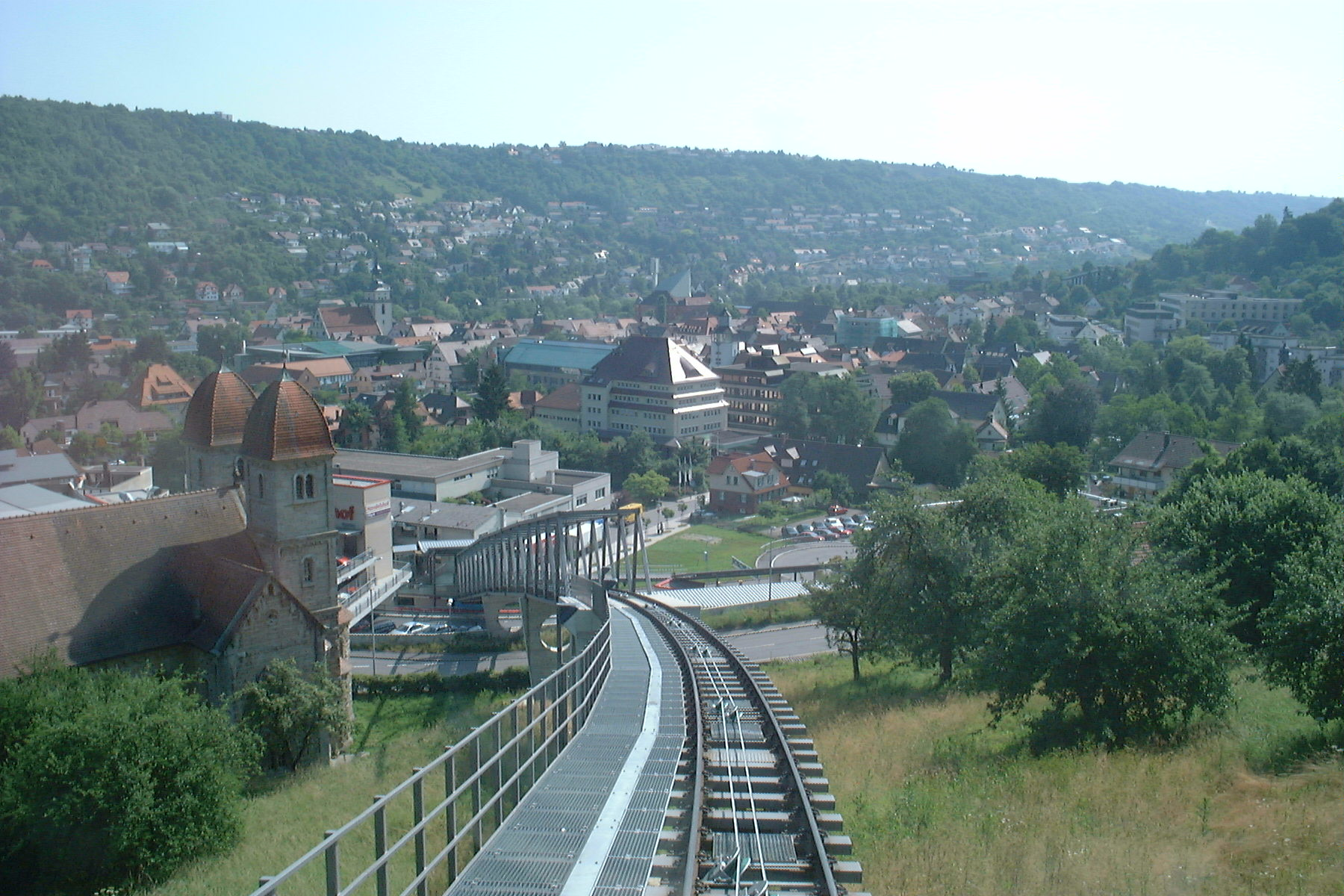
Strecke
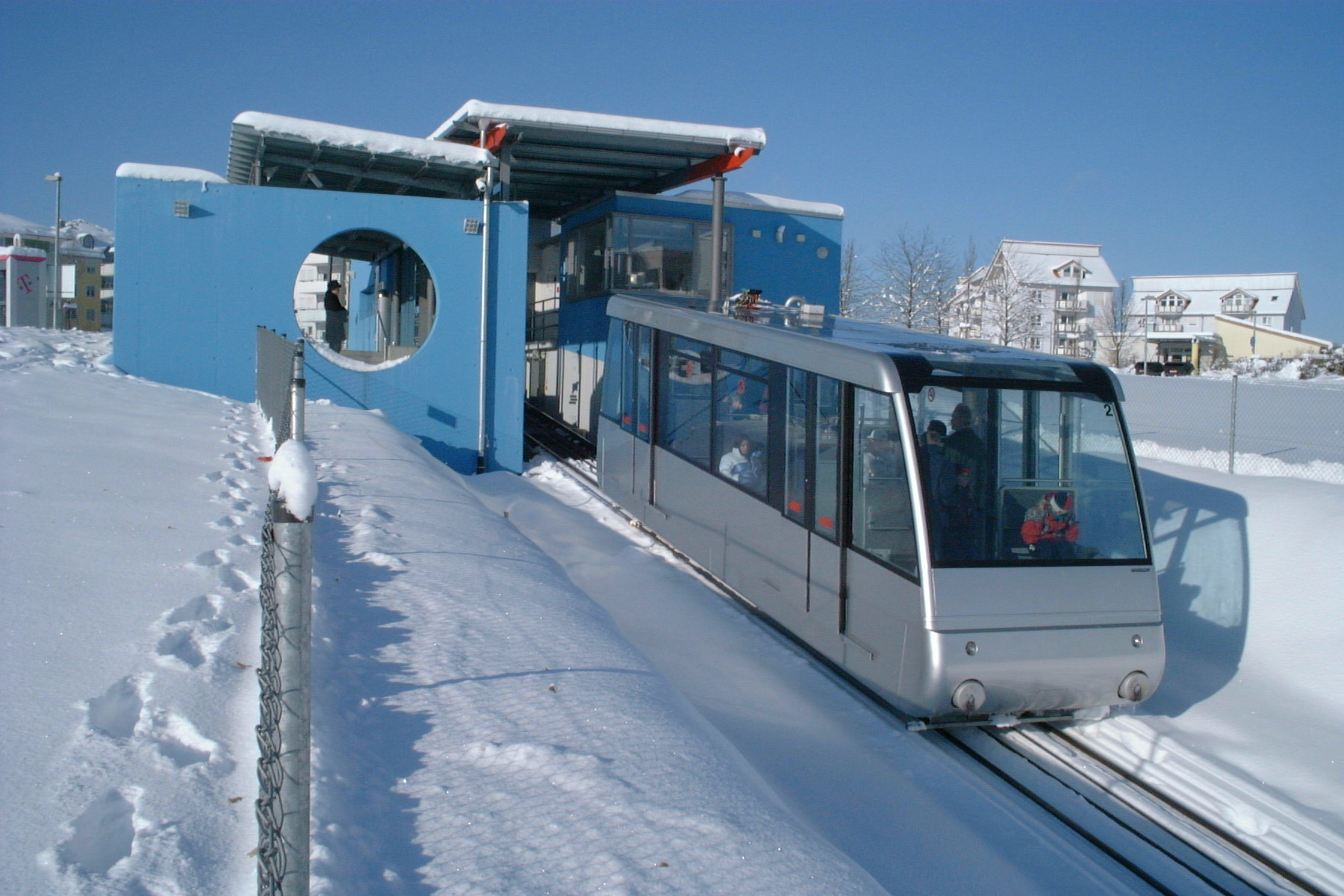
Bergstation
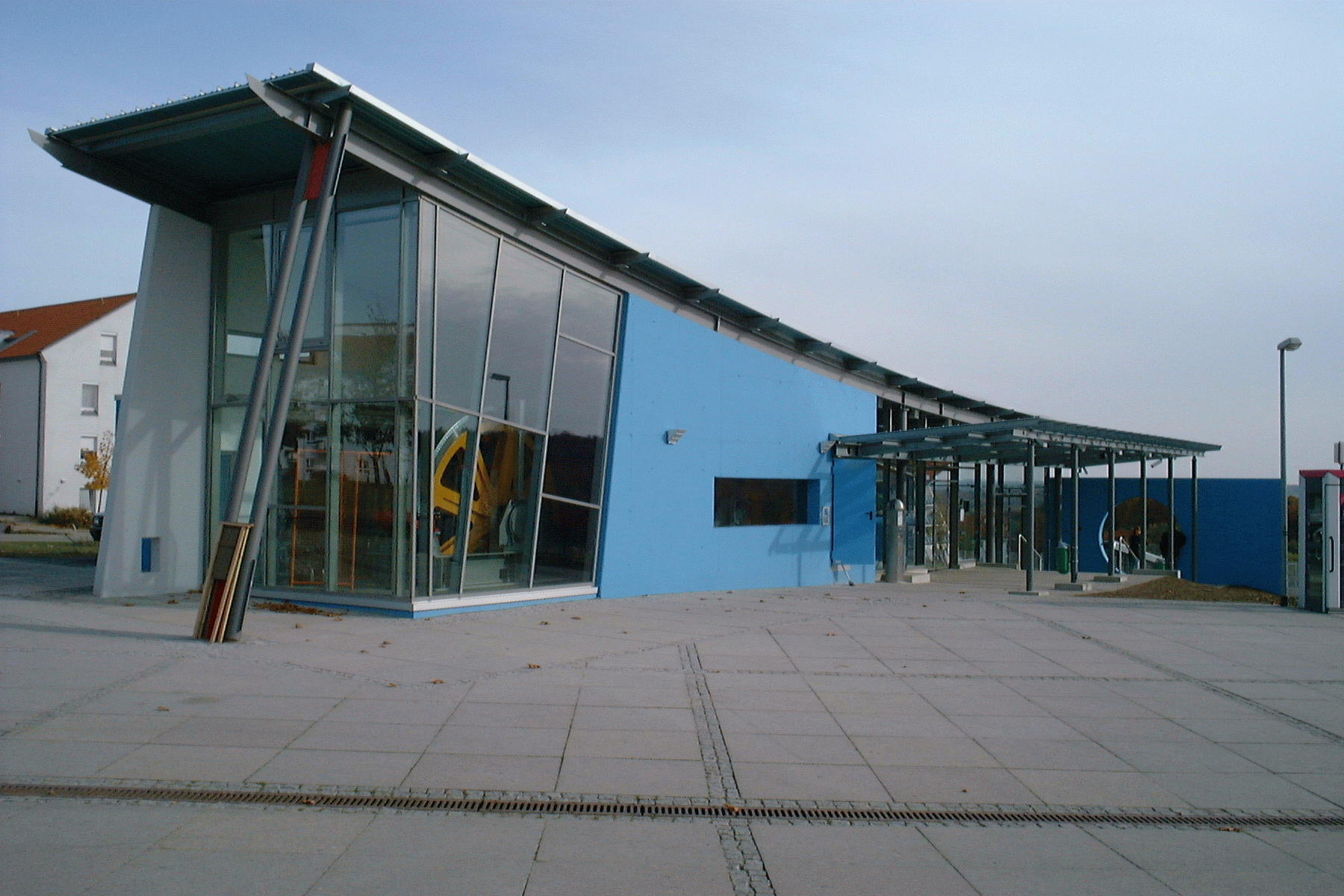
Bergstation